# Dýo Choriá
Dýo Choriá, en grec moderne : Δύο Χωριά, est un village de l'île de Tínos, en Égée-Méridionale, Grèce. 
Selon le recensement de 2011, la population du village s'élève à 40 habitants.